# Енн Джарвіс
Енн Марія Джарвіс (англ. Ann Maria Jarvis), уроджена Енн Марія Рівз (англ. Ann Maria Reeves; 30 вересня 1832, Калпепер, штат Вірджинія, США — 9 травня 1905, Філадельфія, штат Пенсільванія, США) — громадянська активістка часів Громадянської війни в США, діяльність якої сприяла появі Дня матері в США, заснованого її донькою Анною Марією Джарвіс.

## Життєпис
Енн Марія Рівз народилася у містечку Калпепер, у штаті Вірджинія в США 30 вересня 1832 року. Вона була донькою пастора методистської церкви Джозії Вашингтона Рівза та його дружини Ненсі Кемпер-Рівз. Після переведення батька на місце пастора в містечко Філіппі в окрузі Барбур в Західній Вірджинії, сім'я переїхала разом з ним. У 1850 році Енн Марія Рівз вийшла заміж за Гренвілл Джарвіса, сина баптистського пастора, який став успішним підприємцем в сусідньому окрузі Тейлор. У 1852 році молоде подружжя переїхало в містечко Вебстер, де Гренвілл Джарвіс продовжив розвивати свій бізнес.
За сімнадцять років шлюбу у Гренвіла та Енн Марії народилися тринадцять дітей, з яких вижили лише четверо. Інші померли від поширених на той час захворювань. Ці втрати надихнули Енн Марію на боротьбу з дитячими хворобами в окрузі та антисанітарними умовами, колишніми головними причинами поширення епідемій.
У 1858 році, під час своєї шостої вагітності, Енн Марія організувала проведення Дня матері в заснованих нею робітничих клубах у містах Графтон, Прунтітаун, Філіппі, Феттерман та Вебстер, щоб покращити там санітарні умови. Заснований нею рух став частиною руху за розвиток охорони здоров'я в США. Енн Марія займалася просвітницькою діяльністю та надавала допомогу для зниження дитячої смертності. У започаткованих нею клубах збиралися кошти на купівлю ліків та оплату послуг помічниць у сім'ях, де матері мали серйозні проблеми зі здоров'ям. Вона розробила програму з обстеження молока задовго до встановлення державного стандарту та відповідних вимог. Члени її клубів навчали молодих матерів вести домашнє господарство та стежити за здоров'ям членів своїх сімей. Одним із консультантів руху був брат Енн Марії, лікар Джеймс Рівз, відомий борець з епідеміями тифу та лихоманки у північно-західній Вірджинії.
Під час Громадянської війни США (1861—1865) населення Західної Вірджинії різко розділилося між прихильниками півночі і півдня. В 1863 році протистояння призвело до того, що західна частина штату Вірджинія вийшла з його складу і заснувала новий штат Західну Вірджинію, яка була лояльна на північ. Територія Західної Вірджинії стала місцем низки перших битв громадянської війни. Клуби Дня матері розширили свою діяльність, щоб вирішити санітарні проблеми, спричинені війною. Енн Марія закликала їх членів дотримуватися нейтралітету і надавати медичну допомогу солдатам обидвох армій. Вона виявила рішучість у дотриманні нейтралітету, коли відмовилася підтримати поділ методистської церкви на північну та південну гілки. Крім того, вона стала єдиним представником місцевої громади, яка публічно висловила співчуття і помолилася за упокій Торнсбері Бейлі Брауна, першого солдата армії півночі, вбитого солдатом армії півдня. Під її керівництвом клуби годували і одягали солдатів з обидвох боків, які знаходилися в місцях їхнього розташування. Коли черевний тиф і кір спалахнули у військових таборах, Енн Марія разом зі сподвижницями доглядала страждаючих солдатів з обох боків на прохання їхнього командування.
Зусилля Енн Марії щодо збереження єдності у суспільстві продовжувалися і після закінчення Громадянської війни. Після припинення військових дій державні чиновники звернулися до неї з проханням допомогти в подоланні розколу, що існував у суспільстві. Вона та члени її клубу організували День матері, на який запросили солдатів з обидвох боків разом із сім'ями. Захід пройшов у приміщенні адміністрації округу Тейлор у Прунтітауні. Незважаючи на погрози насильства, 1868 року Енн Марія успішно провела зустріч ветеранів з обидвох сторін заради єдності та примирення. Оркестр грав «Діксі» (неофіційний гімн південних штатів) та «Прапор, усипаний зірками» (гімн північних штатів). Захід завершився спільним співом пісні «Auld Lang Syne», під час якого багато хто з присутніх плакав. Дії Енн Марії призвели до того, що ворожість у суспільстві значно знизилася.
У 1864 році сім'я Джарвіс переїхала до Графтона, де чоловік Енн Марії відкрив готель. Вона продовжила займатися громадською діяльністю. Протягом усього свого життя Енн Марія викладала у недільній церковно-парафіяльній школі та мала міцні зв'язки з методистською церквою. У Графтоні вона брала участь у будівництві методистської єпископальної церкви. Протягом двадцяти п'яти років керувала початковим відділенням місцевої недільної школи. Енн Марія була популярним лектором і часто виступала з доповідями про релігію, охорону здоров'я, літературу в місцевих церковних організаціях. Вона є автором доповідей «Література як джерело культури та етикету», «Великі Матері Біблії», «Велике значення гігієни для жінок та дітей» та «Важливість піднаглядових розважальних центрів для хлопчиків та дівчаток».
Після смерті чоловіка в 1902 році Енн Марія переїхала до Філадельфії, в штаті Пенсільванія, щоб жити поряд з дітьми. Її донька, Анна Марія Джарвіс, дбали про матір, здоров'я якої постійно погіршувалося через проблеми із серцем. Енн Марія Рівз-Джарвіс померла у Філадельфії 9 травня 1905 року, в оточенні своїх чотирьох дітей, що вижили.
На згадку про її діяльність, в 1914 році, президент Вудро Вільсон підписав постанову конгресу офіційно оголосивши другу неділю травня національним Днем матері.